# Jakob Franzen
Jakob Franzen (* 27. Juni 1903 in Neuwied; † 21. Dezember 1988 in Koblenz) war ein deutscher Politiker der CDU.

## Leben und Beruf
Nach Abschluss der Volksschule arbeitete Franzen, der römisch-katholischen Glaubens war, zunächst von 1917 bis 1919 als Posthelfer. Anschließend absolvierte er eine Lehre zum Maschinenschlosser und engagierte sich in der Christlichen Gewerkschaft. Von 1923 bis  1925 besuchte er die Technische Lehranstalt in München und 1927/28 die Volkshochschule in Frankfurt am Main. Dort holte er die Gesellenprüfung nach und studierte dann ein Jahr an der Akademie der Arbeit. Von 1929 bis 1935 war Franzen Sekretär des Christlichen Metallarbeiterverbandes in Saarbrücken, anschließend Geschäftsführer des katholischen Zeitschriften-Verlages in Wiebelskirchen. 1941 trat er als Sanitätsunteroffizier in die Wehrmacht ein und geriet im Zweiten Weltkrieg in amerikanische Kriegsgefangenschaft, in der er bis 1945 verblieb.
Nach 1945 beteiligte sich Franzen an der Gründung der ÖTV. Beruflich war er zunächst für die Katholische Kirche im Saarland tätig, bevor er 1946 Gewerbeaufsichtsinspektor in Rheinland-Pfalz wurde. 1949 bestand er die Verwaltungsprüfung für den gehobenen technischen Dienst und wurde Gewerbeoberinspektor. Franzen war verheiratet und hatte zwei Kinder.
Partei

Franzen beteiligte sich 1945 an der Gründung der CVP in Neunkirchen (Saar) und wurde dort Kreisvorsitzender. Nach seinem Umzug nach Rheinland-Pfalz trat er der CDU in Koblenz bei. 1947 wurde er stellvertretender Vorsitzender der CDU-Sozialausschüsse in Rheinland-Pfalz und 1949 Vorsitzender der Sozialausschüsse im Bezirk Mittelrhein. 1952 wählte ihn der CDU-Bezirksverband Koblenz zum Vorsitzenden und 1957 wurde er Landesvorsitzender der CDU-Sozialausschüsse für Rheinland-Pfalz.
Abgeordneter

Franzen gehörte dem Deutschen Bundestag von 1953 bis 1969 an.